# Ашшур-бел-кала
Ашшур-бел-кала (аккад. «Ашшур владыка вселенной») — царь Ассирии приблизительно в 1074—1056 годах до н. э.

## Биография

### Походы к Средиземному морю
Ашшур-бел-кала, сын Тиглатпаласара I, сумел овладеть ассирийским престолом после упорной борьбы с братом Ашаред-апал-Экуром.
Период царствования Ашшур-бел-кала характеризуется рядом удачных походов. В начале правления был предпринят поход на хеттское царство Каркемиш. Переправившись на плотах из козлиных шкур через Евфрат, ассирийская армия захватила и разграбила этот город. Воины Ашшур-бел-калы доходили в своих походах до Средиземного моря. Здесь вблизи города Арвад он выходил на корабле в море и охотился на морскую лошадь (видно, ламантинов). Также он охотился на диких быков и коров в районе города Арацикве, на хеттской территории, о чём особо было упомянуто в летописях царя.

### Вторжение в Вавилонию
Вторгался Ашшур-бел-кала также и в Вавилонию. Его летописи рассказывают о завоевании двух городов в районе города Дур-Куригальзу, где ассирийцы захватили в плен наместника той области Кадашман-Буриаша, сына Итти-Мардук-балату.

### Походы на север
Позднее Ашшур-бел-кала совершил ещё ряд походов против стран Уруарту (Урарту; эта страна ещё не была единым государством). В том числе, и в области, которые были завоеваны ещё Салманасаром I, так как племенные объединения Уруарту, воспользовавшись ослаблением Ассирии, стали вытеснять ассирийцев с территорий вблизи озера Ван.

### Отражение арамейской угрозы
Все своё правление Ашшур-бел-кала был вынужден вести упорные войны с арамейскими племенами. Почти каждый год, а иногда даже и несколько раз в год, ассирийский царь совершал против них походы. Ассирийцы громили их на всём пространстве земель между Евфратом и Тигром, особенно в горах Кашийяри (Тур Абдин, в верховьях Тигра), а также в провинции Суху, оазисе Тадмор (Пальмира) и стране Амурру. Однако, несмотря на захваты огромной добычи и тысяч пленных, особого успеха против чрезвычайно подвижных орд этих кочевников добиться так и не удалось.
В правление Ашшур-бел-калы арамеи подходили к самым стенам Ниневии. Оттеснённые оттуда, они поселились на северо-восточных границах Ассирии. В районе Насибина осело одно из наиболее активных арамейских племен — таманиты, которые вскоре создали несколько самостоятельных государственных образований. Наибольшее значение среди них приобрело государство Бит-Бахиани со столицей в Гузане. Влияние этого государства распространялось на долины Балиха, Хабура и Верхнего Евфрата.
Для укрепления своих позиций против арамеев, грозивших также и Вавилонии, Ашшур-бел-кала посетил вавилонского царя Мардук-шапик-зери в Сиппаре и заключил с ним союз. После же того как Мардук-шапик-зери был свергнут, Ашшур-бел-кала взял в жёны дочь его преемника Адад-апла-иддина.
Правил Ашшур-бел-кала 18 лет.